# Amt Hohe Elbgeest
Das Amt Hohe Elbgeest ist ein Amt im Kreis Herzogtum Lauenburg in Schleswig-Holstein mit Verwaltungssitz in der Gemeinde Dassendorf.

## Amtsangehörige Gemeinden
1. Aumühle
2. Börnsen
3. Dassendorf
4. Escheburg
5. Hamwarde
6. Hohenhorn
7. Kröppelshagen-Fahrendorf
8. Wiershop
9. Wohltorf
10. Worth

Zum Amt gehört auch der Forstgutsbezirk Sachsenwald, ein gemeindefreies Gebiet.

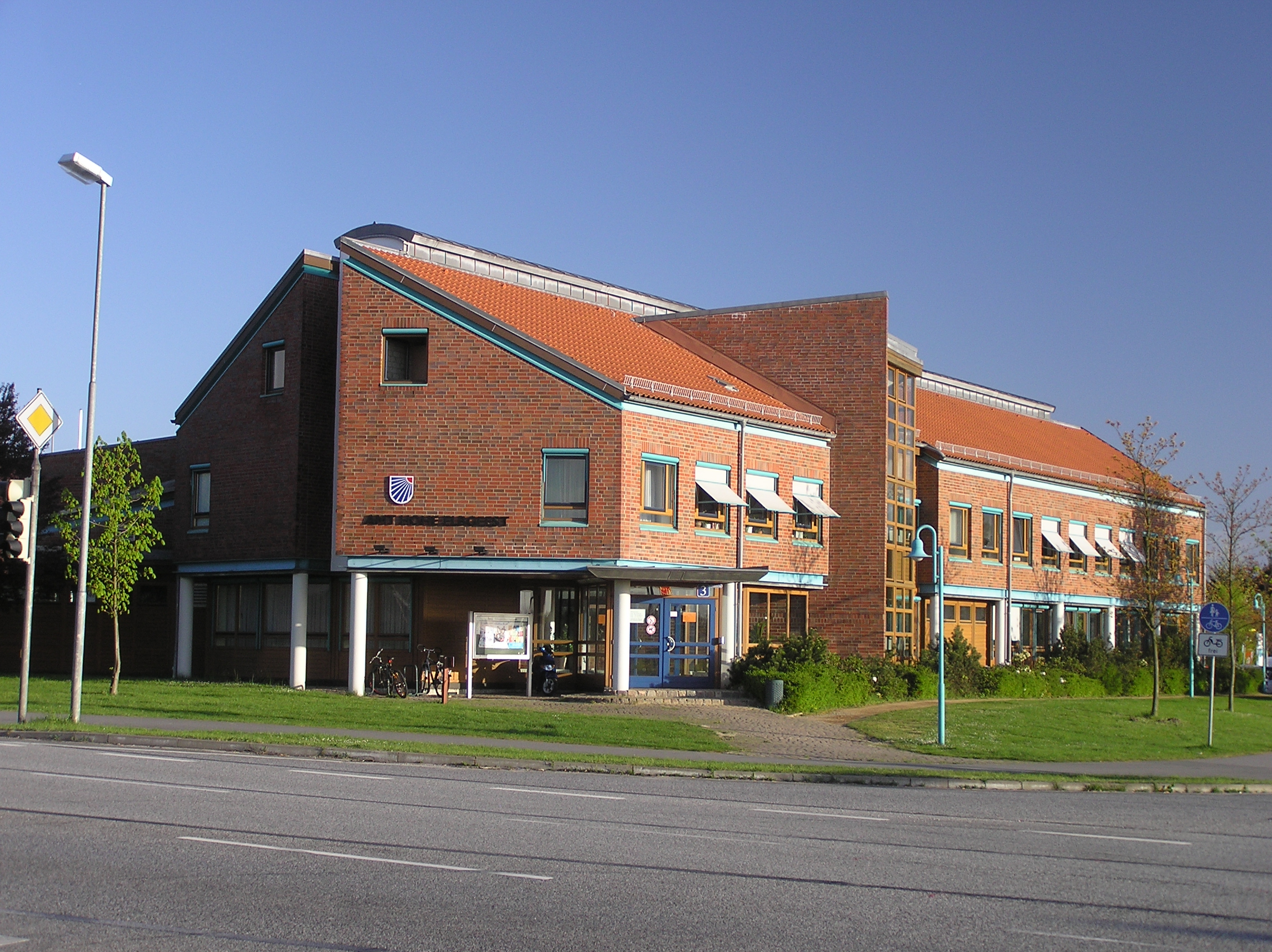
Amtssitz in Dassendorf

## Geschichte
Das Amt Geesthacht-Land entstand 1948. 1994 erfolgte mit dem Umzug der Amtsverwaltung von Geesthacht nach Dassendorf die Umbenennung in Amt Hohe Elbgeest.
Zum 1. Januar 2008 traten die beiden Gemeinden und der Forstgutsbezirk des ehemaligen Amtes Aumühle-Wohltorf dem Amt Hohe Elbgeest bei.

## Wappen
Blasonierung: „Auf Silber acht blaue zum Schildrand eingebogene und zum abgerundeten linken roten Obereck gefächerte Balken.“